# Bombay International 1979 (1978/79)
Das Bombay International 1979 war ein professionelles Snooker-Einladungsturnier im Rahmen der Saison 1978/79, das vom 10. bis zum 24. Februar 1979 in der Bombay Gymkhana im indischen Bombay ausgetragen wurde. Sieger des als Rundenturnieres aufgezogenen Turnieres wurde der Engländer John Spencer, dessen 108er-Break zusammen mit dem 108er-Break von Cliff Thorburn eines der beiden höchsten Breaks des Turnieres war. Das Turnier war das erste in Indien gespielte professionelle Snookerturnier.

## Preisgeld
Das Turnier wurde von dem Unternehmen Gaware Paints gesponsert. Insgesamt wurden 5.400 Pfund Sterling als Preisgeld ausgeschüttet, von dem knapp die Hälfte an den Sieger ging.
|           | Preisgeld |
| --------- | --------- |
| Sieger    | 2.000 £   |
| Platz 2   | 1.200 £   |
| Platz 3   | 650 £     |
| Platz 4   | 550 £     |
| Platz 5   | 500 £     |
| Platz 6   | 500 £     |
| Insgesamt | 5.400 £   |

## Turnierverlauf
Zum Turnier wurden sechs Spieler eingeladen, neben fünf Profispielern der Weltspitze der indische Amateur Arvind Savur. Der Turniersieger wurde mit einem einfachen Rundenturnier ermittelt. Alle Spiele wurden im Modus Best of 11 Frames gespielt. Die Aufzählung der Spiele folgt der alphabetischen Sortierung der Datenbank CueTracker.
| Pos. | Spieler        | Partien | S | N | Frames | Diff. |
| ---- | -------------- | ------- | - | - | ------ | ----- |
| 1    | John Spencer   | 5       | 4 | 1 | 29:19  | +10   |
| 2    | Dennis Taylor  | 5       | 3 | 2 | 24:24  | ±0    |
| 3    | Graham Miles   | 5       | 2 | 3 | 24:21  | +3    |
| 4    | Cliff Thorburn | 5       | 2 | 3 | 22:23  | −1    |
| 5    | Arvind Savur   | 5       | 2 | 3 | 19:25  | −6    |
| 6    | Patsy Fagan    | 5       | 2 | 3 | 18:24  | −6    |

| Spiel | Spieler 1    | Ergebnis | Spieler 2      |
| ----- | ------------ | -------- | -------------- |
| 1     | Patsy Fagan  | 26:26    | Cliff Thorburn |
| 2     | Patsy Fagan  | 46:46    | Arvind Savur   |
| 3     | Graham Miles | 06:06    | Patsy Fagan    |
| 4     | Graham Miles | 36:36    | Dennis Taylor  |
| 5     | Arvind Savur | 36:36    | Dennis Taylor  |
| 6     | Arvind Savur | 46:46    | Graham Miles   |
| 7     | John Spencer | 16:16    | Arvind Savur   |
| 8     | John Spencer | 36:36    | Cliff Thorburn |

| Spiel | Spieler 1      | Ergebnis | Spieler 2      |
| ----- | -------------- | -------- | -------------- |
| 9     | John Spencer   | 46:46    | Patsy Fagan    |
| 10    | John Spencer   | 56:56    | Graham Miles   |
| 11    | Dennis Taylor  | 26:26    | Patsy Fagan    |
| 12    | Dennis Taylor  | 56:56    | Cliff Thorburn |
| 13    | Dennis Taylor  | 56:56    | John Spencer   |
| 14    | Cliff Thorburn | 26:26    | Arvind Savur   |
| 15    | Cliff Thorburn | 36:36    | Graham Miles   |

## Century Breaks
Während des Turnieres spielten drei Spieler je ein Century Break:
- John Spencer: 108
- Cliff Thorburn: 108
- Graham Miles: 101